# マイケル・マストロ
マイケル・マストロ（Michael Mastro、1962年5月17日 - ）は、アメリカ合衆国の俳優。

## 出演作品
- LAW & ORDER:性犯罪特捜班 シーズン15
- ナース・ジャッキー5
- LAW & ORDER:性犯罪特捜班 シーズン14
- LAW & ORDER:性犯罪特捜班 シーズン13
- Kissingジェシカ（マーティン）
- ジャングル 2 ジャングル（ジーノ）